# Улей (фильм)
«Улей» (англ. Hive) — косовская фильм-драма 2021 года режиссёра Блерты Башоли, её дебютная работа, в которой она также выступила и в качестве сценариста. Главные роли в фильме исполнили Юлка Гаши, Чун Лайчи и Аурита Агуши.
Премьера косовской картины состоялась на кинофестивале «Сандэнс» 31 января 2021 года, где она впервые в истории этого кинофестиваля взяла все три его главные награды в своей категории — за режиссуру, приз Большого жюри и приз Зрительских симпатий. Лента также стала первым косовским фильмом, вошедшим в шорт-лист номинантов на «Оскар» в категории «Лучший международный художественный фильм».

## Сюжет
Мать-одиночка Фахрие (Юлка Гаши), чей муж пропал без вести во время Косовской войны, решается заняться мелким бизнесом, чтобы прокормить свою семью. Получив водительское удостоверение и надеясь заняться производством блюд из перца, она сталкивается с непониманием со стороны не только односельчан, в обществе которых всё ещё сильны патриархальные устои, но и со стороны своих родственников.
Картина основана на реальной истории. Прототип главной героини режиссёр увидела по телевизору, встретилась с ней и решила на основе её истории снять  художественный, а не документальный фильм.

## В ролях
Главные роли в фильме исполнили:
- Юлка Гаши — Фахрие
- Чун Лайчи — Хаджи
- Аурита Агуши — Замира
- Кумрия Ходжа — Назмие
- Адриана Матоши — Лума
- Молике Маджуни — Эмина
- Блерта Исмаили — Эдона

## Производство и премьера
Фильм был снят студиями «Ikone Studio» и «Industria Film» при участии «AlbaSky Film», «Alva Film» и «Black Cat Production».
Мировая премьера фильма состоялась на кинофестивале «Сандэнс» 31 января 2021 года в рамках конкурса мирового драматического кино.

## Отзывы
Фильм получил положительные отзывы от кинокритиков. На сайте-агрегаторе рецензий Rotten Tomatoes 100 % из 14 отзывов критиков являются положительными.

## Награды
| Награда | Дата церемонии | Категория                                                       | Лауреат(ы)    | Результат | Прим.  |
| ------- | -------------- | --------------------------------------------------------------- | ------------- | --------- | ------ |
| Сандэнс | 3 февраля 2021 | Приз зрительских симпатий: конкурс мирового драматического кино | Блерта Башоли | Победа    | [ 12 ] |
| Сандэнс | 3 февраля 2021 | Приз Большого жюри: конкурс мирового драматического кино        | Блерта Башоли | Победа    | [ 12 ] |
| Сандэнс | 3 февраля 2021 | Премия за режиссуру: конкурс мирового драматического кино       | Блерта Башоли | Победа    | [ 12 ] |